# Gentiana clusii
'Gentiana clusii' — вид квіткових рослин родини тирличевих (Gentianaceae).

## Біоморфологічна характеристика
Це багаторічна рослина. Стебла прямовисні, нерозгалужені, 1–10 см заввишки. Прикореневі листки зібрані в розетку, еліптично-ланцетні чи широко-ланцетні, блискуче-зелені, жорсткі, 5 см завдовжки і більше; стеблові листки дрібніші, 0–3 пари. Квітки поодинокі на короткій ніжці, 4–6 см завдовжки. Чашечка дзвоникоподібна, у довжину до 25 мм, чашолистки ланцетні, у довжину до 18 мм, загострені. Віночок дзвоникоподібний, до 70 мм завдовжки, з 5 широкими частками, темно-сині чи лазурні, без зеленуватих смуг всередині, частки віночка трикутні, загострені. Плід — коробочка. Насіння від яйцюватого до еліпсоїдного, 1.6–1.9 × 0.8–1.0 мм, поверхня груба, тьмяна, коричнева. 2n=36.

## Поширення
Австрія, Словаччина, Франція, Німеччина, Італія, Польща, Румунія, Швейцарія, Україна, Хорватія, Словенія.
Населяє вапнякові, кам'янисті чи щебенисті ґрунти.